# Federal Reserve Bank of San Francisco

Distrikte und Verwaltungssitze des Federal Reserve Systems

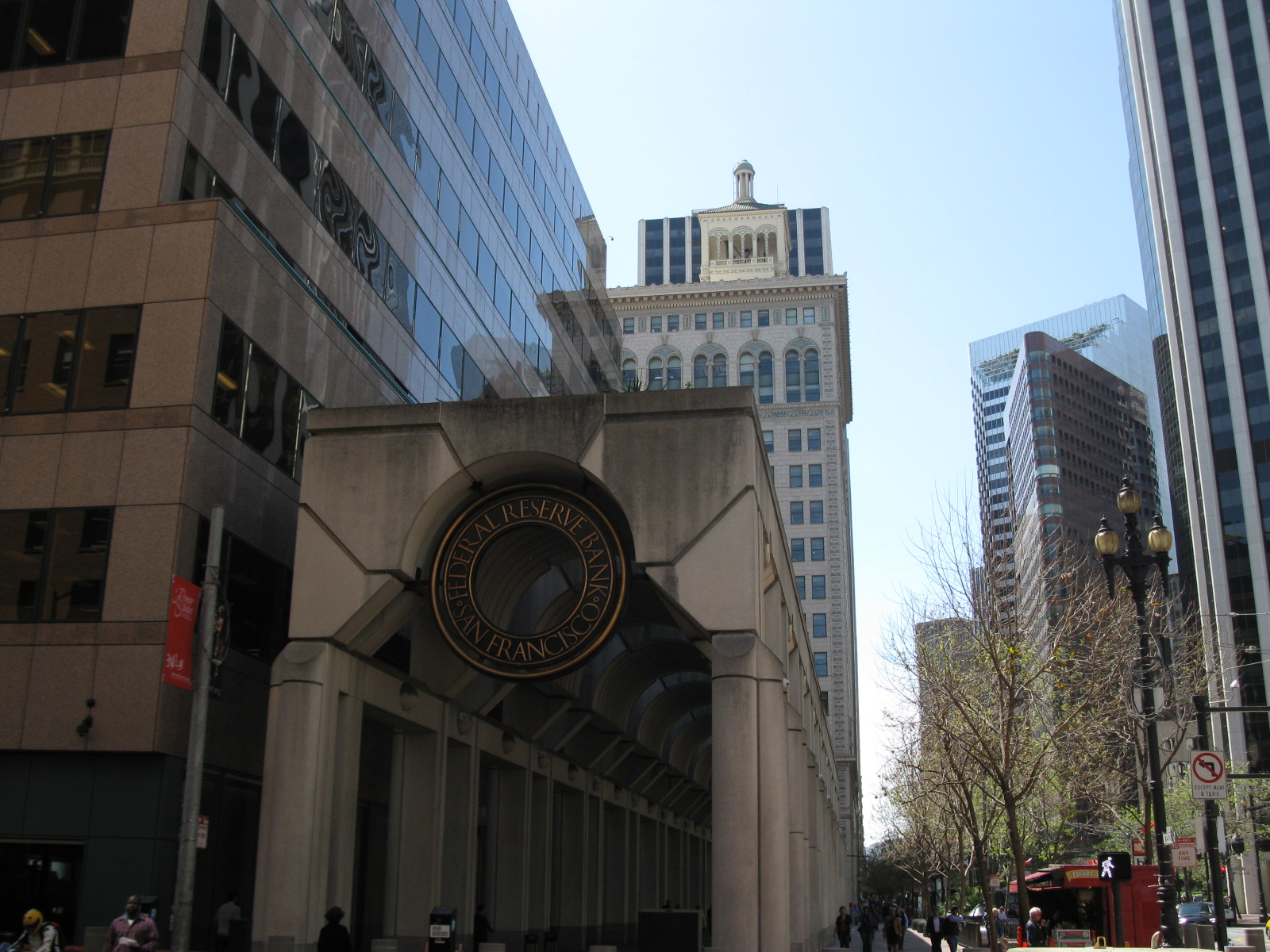
Hauptsitz der San Francisco Fed

Die Federal Reserve Bank of San Francisco, auch als San Francisco Fed bezeichnet, ist eine von zwölf Regionalbanken, die gemeinsam das Federal Reserve System der Vereinigten Staaten bilden. Der zwölfte Distrikt, für den die Bank zuständig ist, besteht aus neun westlichen Bundesstaaten – Alaska, Arizona, Kalifornien, Hawaii, Idaho, Nevada, Oregon, Utah und Washington – sowie den Überseegebieten Nördliche Marianen, Amerikanisch-Samoa und Guam. Die San Francisco Fed unterhält Niederlassungen in Los Angeles, Portland, Salt Lake City und Seattle. Es gibt auch ein Bargeldbearbeitungszentrum in Phoenix.  Die Bank ist ähnlich einer Privatbank eingerichtet. Sie lagert Wertanlagen, bearbeitet Schecks und vergibt Kredite an die Privatbanken in ihrem regulierten Bereich. Ihre Aufgabe ist es auch, in Zusammenarbeit mit den anderen Filialen der Fed die Zinssätze zu bestimmen, und ihr Präsident trifft sich regelmäßig mit anderen Bankpräsidenten und Vorstandsmitgliedern des Federal Reserve Systems. Die San Francisco Fed ist auch für das Erstellen von regelmäßigen Konjunkturberichten und der Regulierung und Überwachung der lokalen Banken zuständig.
Der zwölfte Distrikt ist flächen- und bevölkerungsmäßig der größte des Landes. Er umfasst 3,4 Millionen km² (36 % der Landesfläche) und über 60 Millionen Menschen. Die Federal Reserve Bank von San Francisco ist nach der New York Fed die zweitgrößte Regionalbank des Federal Reserve Systems nach dem Besitz von Vermögenswerten.

## Geschichte
Die San Francisco Federal Reserve Bank nahm am 16. November 1914 ihre Geschäfte in gemieteten Räumen hinter der Merchants National Bank auf, um die Reservebestimmungen des Federal Reserve Act zu erfüllen. Im Jahr 1924 zogen die Mitarbeiter von San Francisco von ihren vorübergehenden Standorten in den neu errichteten Hauptsitz der Bank in der 400 Sansome Street, den sie für die nächsten 60 Jahre besetzen sollte. 1983 zog die Bank in die 101 Market Street um.

## Bisherige Präsidenten
Präsidenten seit Gründung der Bank 1914:
- Archibald Kains, 1914–1917
- James K. Lynch, 1917–1919
- John U. Calkins, 1919–1936
- William A. Day, 1936–1945
- Ira Clerk, 1946
- C. E. Earhart, 1946–1956
- H. N. Mangels, 1956–1961
- Eliot J. Swan, 1961–1972
- John J. Balles, 1972–1986
- Robert T. Parry, 1986–2004
- Janet L. Yellen, 2004–2010
- John C. Williams, 2011–2018
- Mary C. Daly, seit 2018